# Philadelphus coulteri
Philadelphus coulteri là một loài thực vật có hoa trong họ Tú cầu. Loài này được S. Watson miêu tả khoa học đầu tiên năm 1887.